# Museum Stavanger
Museum Stavanger (« collectif de musées Stavanger »), aussi désigné sous l'acronyme MUST, est un regroupement de musées situés à Stavanger en Norvège. Administré par l' entité légale Museum Stavanger A/S, ce collectif est issu de la fusion au 1er juillet 2010 du Muséum de Stavanger (Stavanger Museum, musée d'histoire naturelle et culturelle fondé en 1877), et du Musée régional des Arts du Rogaland (Rogaland Kunstmuseum) ouvert en 1992). 

## Composition
L'importante collection consolidée de MUST se répartit en cinq pôles thématiques :
1. le pôle consacré à l'histoire naturelle, qui comprend le Muséum de Stavanger[2] (Stavanger museum),  la station ornithologique de Revtangen[3] (Revtangen ornitologiske stasjon) et le Centre de baguage (Ringmerkingsentralen)
2. le pôle consacré à l'histoire culturelle, qui comprend  le Muséum de Stavanger[2] (Stavanger museum), le Musée des enfants (Norsk barnemuseum),  le cloître d'Utstein[4] (Utstein kloster),  la résidence royale Ledaal[5], la villa Breidablikk[6] et le Musée de l'École (Stavanger skolemuseum).
3. le pôle consacré aux arts, avec le Musée des arts[7] (Stavanger kunstmuseum)
4. le pôle consacré au transport maritime et à l'industrie, qui intègre le Musée maritime[8] (Stavanger maritime museum),  le Musée de la Conserverie[9] (Norsk hermetikkmuseum), et le Musée de l'Impression graphique[9] (Norsk grafisk museum, IDDIS)..
5. le cinquième pôle est administratif ; il comprend l'administration, la bibliothèque et les services techniques.

Aux musées proprement dits, s'ajoutent Holmeegenes, bâtiment historique consacré à l'urbanisme et aux jardins,  un jardin d'agrément ainsi que deux navires-musées Le Anna af Sand et Le Wyvern.

## Histoire
Le Stavanger Museum est fondé en 1877. D'abord situé dans une petite maison en bois du Vieux Stavanger, il  obtient son propre bâtiment en 1893, au 3 rue du musée (Muségata 3),  conçu par l'architecte Hartvig Sverdrup Eckhoff (en). Ce bâtiment connaît des travaux d'agrandissement en 1930 et de nouveau en 1964. L'année 1995 voit une restauration majeure et une remise à niveau technique. Ledaal, la résidence d'été de la famille Kielland, construite par Gabriel Schanche Kielland (en), est acquise par le muséum en 1936 et ouverte comme résidence royale en 1949.

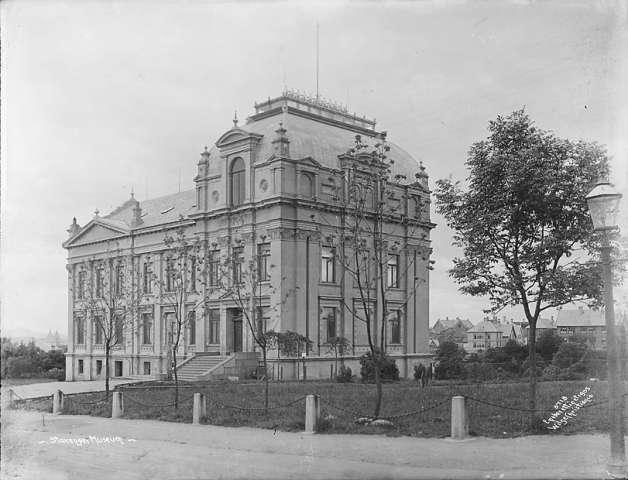
Le bâtiment du Musée en 1905.
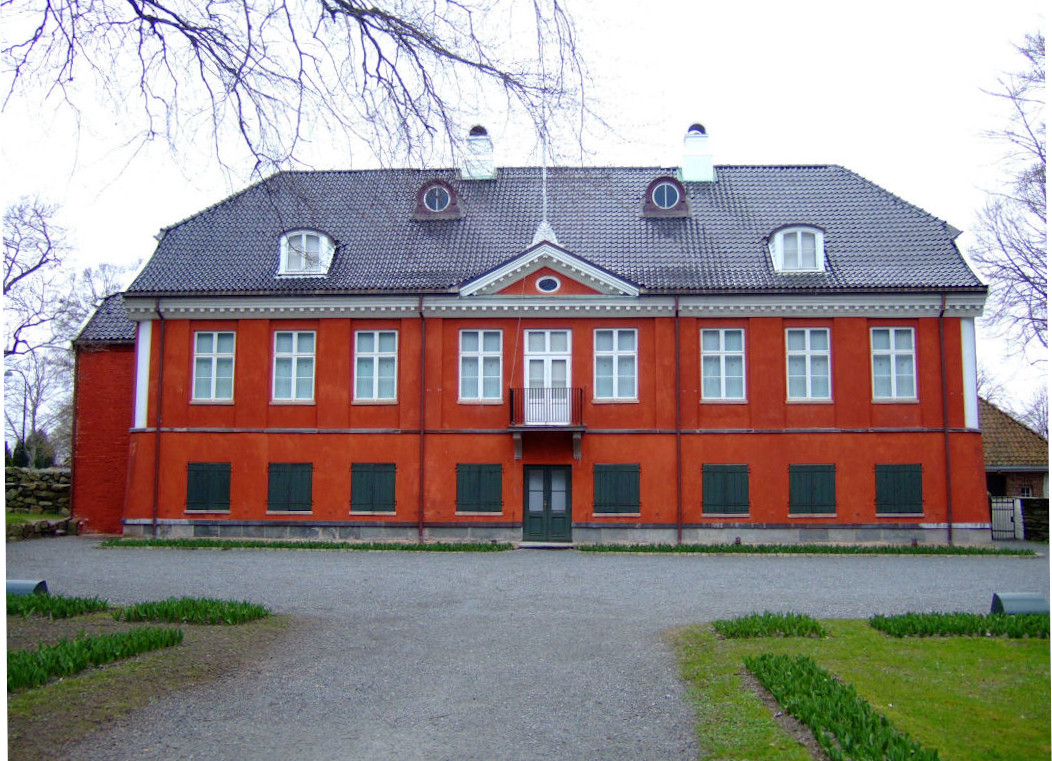
Ledaal (no).

En 1975, le département archéologique du muséum devient une institution indépendante : le Musée archéologique de Stavanger.
Les collections culturelles du musée incluent la résidence royale Ledaal (no) (datant des années 1800), et la villa Breidablikk (no), située à Eiganes (no). La villa Breidablikk est un hôtel particulier bien préservé construit entre 1881 et 1882 pour le marchand et armateur Lars Berentsen (no). Elle est l'œuvre de l'architecte Henrik Nissen (en). Le département comprend aussi Der Kombinerede Indretning, une collection d'histoire médicale locale créée en 1989, et qui fait partie du Musée depuis 2006. Un annuaire est publié tous les ans depuis 1890.

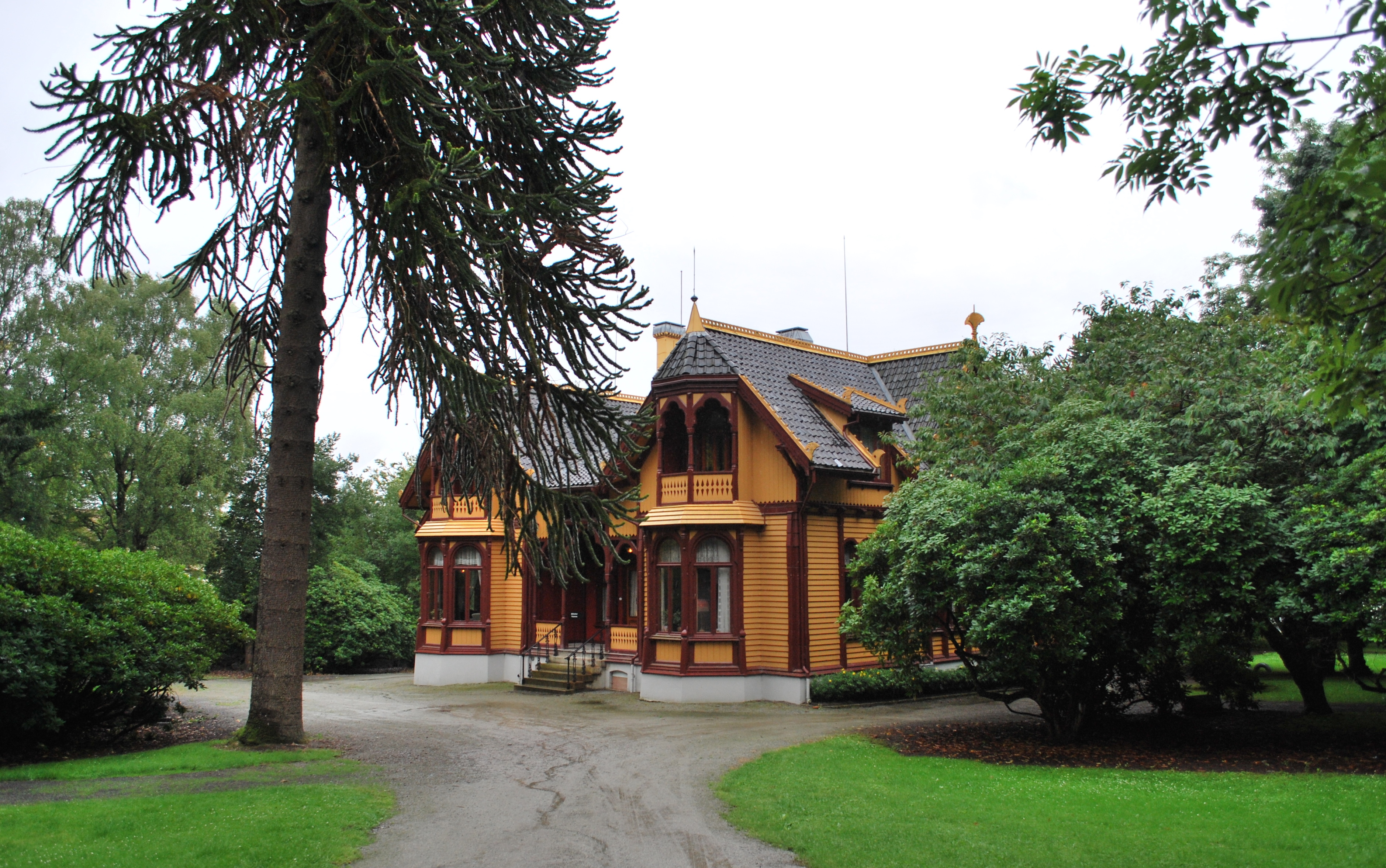
La villa Breidablikk

### Musée d'Histoire Naturelle
Le Musée d'Histoire Naturelle de Stavanger (Stavanger naturhistoriske museum) était autrefois le Département de Zoologie du Musée de Stavanger. Il a joué un rôle central dans la création du musée en 1877, avec pour but de récolter la faune locale et aussi des mammifères et des oiseaux « exotiques » donnés par des marins et des voyageurs. Depuis 1918, le musée s'est spécialisé dans la recherche ornithologique. Une station ornithologique de baguage est créée à Klepp en 1937, gérée par le musée.

### Musée Maritime
Le Musée Maritime est construit en 1926. Il ne fait partie du Musée de Stavanger que depuis 1979. Jusqu'en 1984, ses expositions ont lieu dans le bâtiment principal du Musée ; elles sont déplacées en 1985 sur le port de Stavanger, dans des bâtiments historiques datant de 1770 à 1840. L'exposition présente le développement de la navigation et de l'industrie de pêche pendant les 200 dernières années. Le musée possède et opère deux vieux voiliers, le Anna af Sand de 1848, et le Wyvern de 1896.

### Musée des Enfants

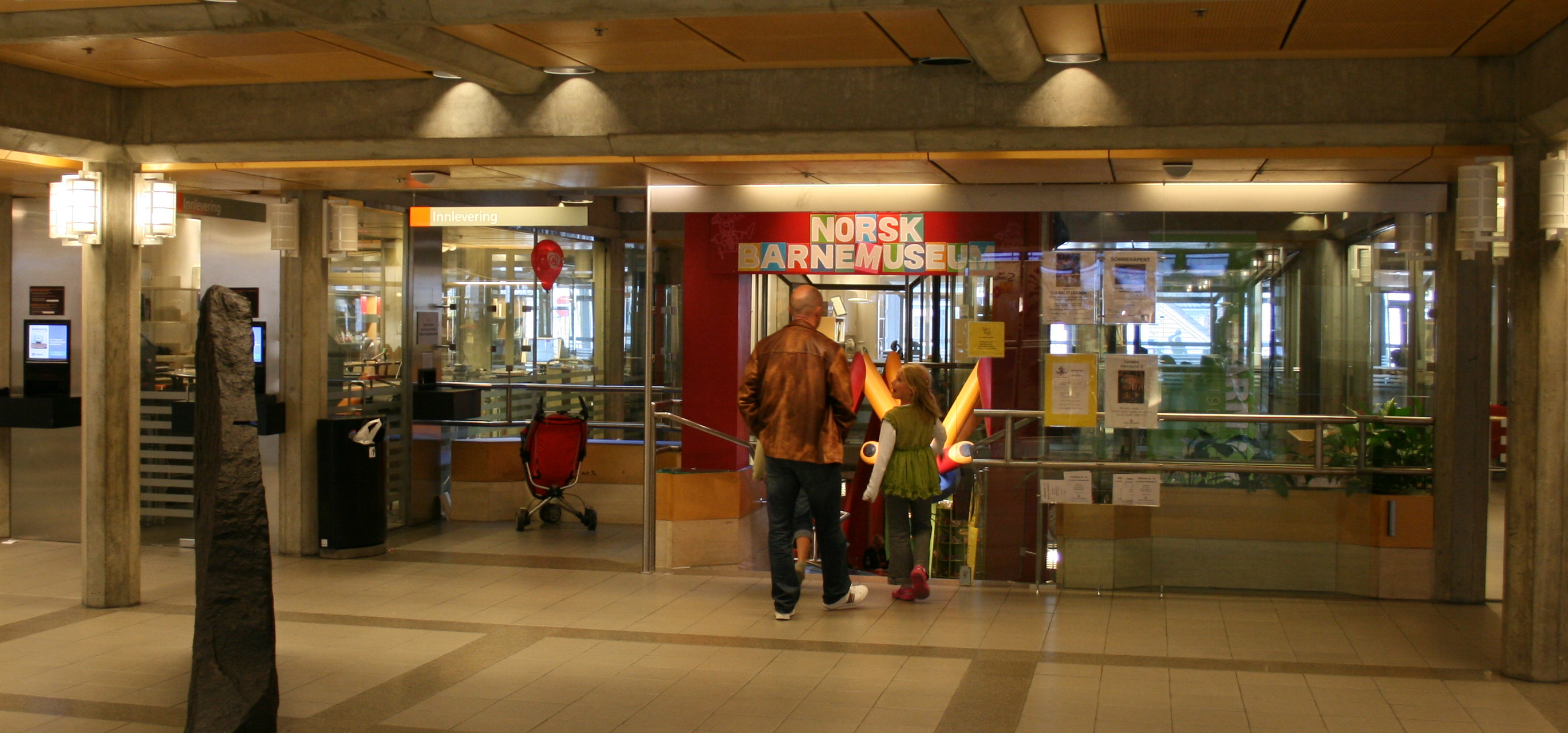
Entrée du Musée norvégien des enfants.

Le Musée norvégien des enfants (Norsk Barnemuseum) s'est ouvert en tant que fondation privée. Il devient public le 24 novembre 2001. Le musée est situé dans le Centre Culturel de Stavanger (no), à Arneageren (no). Ce n'est qu'en 2007 qu'il est intégré au Stavanger Museum.

### Musée de l'Imprimerie
Le musée norvégien de l'imprimerie (Norsk Grafisk Museum) est créé en 1991, mais n'intègre le Stavanger Museum qu'en 2006. Stavanger a toujours été un centre majeur dans l'imprimerie norvégienne. Le musée est situé dans le quartier de Bjergsted, dans une ancienne conserverie datant de 1913. Ces locaux sont rénovés et restaurés à l'original. Le Musée norvégien de l'impression ouvre officiellement le 23 octobre 1993.

### Musée de l'École
Le Musée de l'école (Stavanger skolemuseum) est l'ancien Vestlandske Skolemuseum. Il est situé dans une école des années 1920 à Hillevåg. Le musée, ouvert en 1925, ne rejoint le  Stavanger Museum qu'en 2008. Il couvre l'histoire de l'école dans le Rogaland. Il y a un programme d'études avec un jeu de rôle dans l'environnement historique de l'école.

### Musée des arts
Le Musée des arts de Stavanger (Stavanger kunstmuseum) est l'ancien Musée d'art du Rogaland. Situé à l'ouest du lac à Tjensvoll (no), il a ouvert en 1991. Le musée possède une collection de plus de deux mille œuvres d'art norvégien et international des années 1800 à nos jours. Les œuvres de Lars Hertervig en constituent le centre, avec plus de 70 aquarelles et peintures à l'huile. D'autres artistes norvégiens des années 1800 et 1900 sont représentés, comme Kitty Kielland, Edvard Munch, Christian Krohg, Eilif Peterssen, Knut Baade, Olaf Lange, Carl Sundt-Hansen et Harriet Backer.

### Musée de la Conserverie

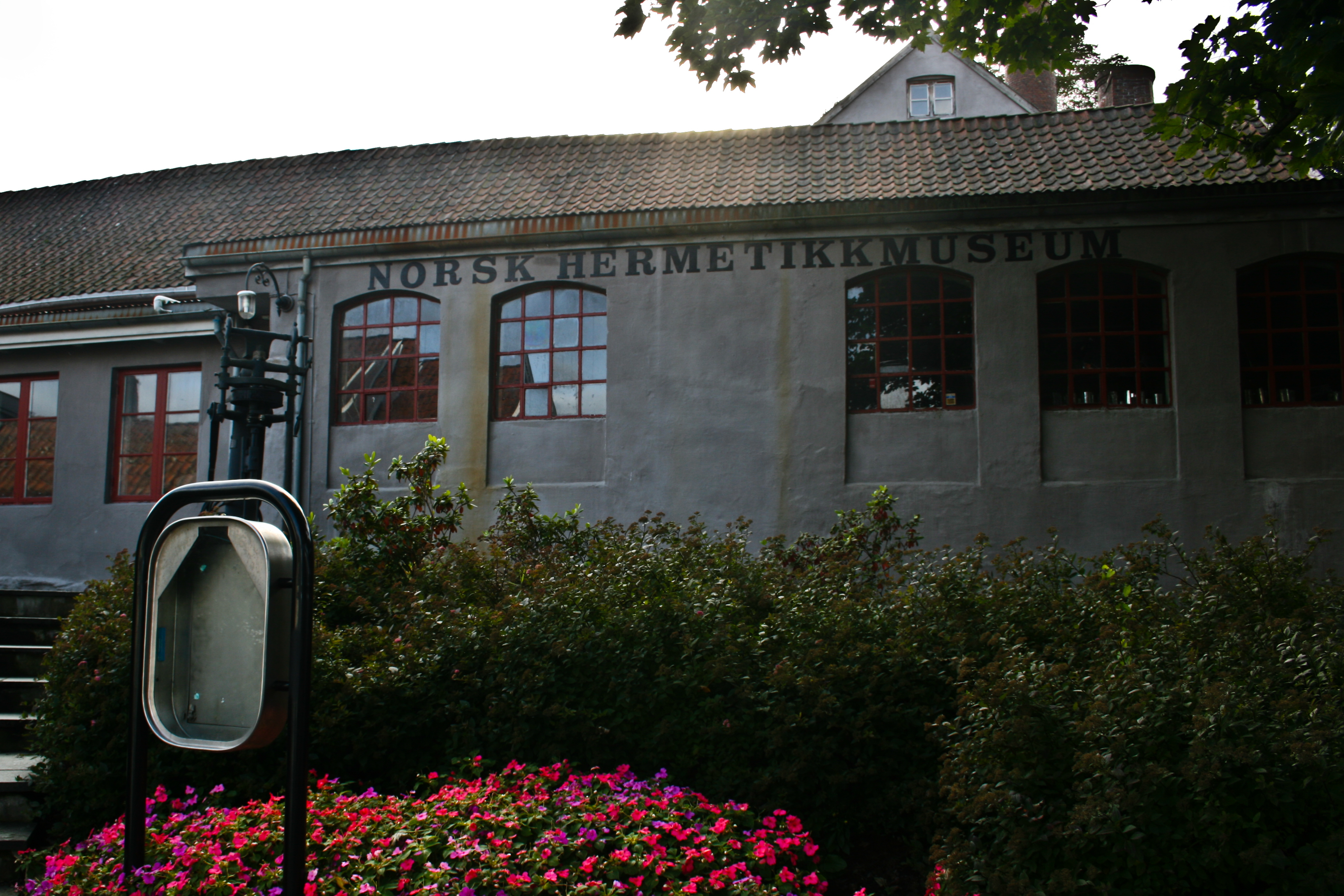
Musée norvégien de la conserverie.

Le Musée norvégien de la conserverie (Norsk Hermetikkmuseum) a été créé en 1975. Il est situé dans une fabrique de conserves préservée dans le centre- ville de Stavanger (Gamle Stavanger). Les parties du bâtiment les plus anciennes datent de 1841 ; la production et la mise en conserve y ont duré de 1916 jusqu'au milieu de années 1950. Les expositions montrent des machines, des outils, des photographies, des étiquettes et des publicités pour l'industrie de mise en conserve.